# Найти сына
«Найти сына» (фр. Momo) — франко-бельгийский комедийный фильм 2017 года режиссёров Себастьена Тьери и Венсана Лобеля. Главные роли исполнили Тьери, Кристиан Клавье
и Катрин Фро.

## Синопсис
Супруги Прию — пара среднего возраста, у которой никогда не было детей. Однажды вечером они замечают, что в их дом проник незнакомец и что он пользуется их ванной. Супруги копаются в вещах злоумышленника и находят свою старую фотографию, на обороте которой написано «папа и мама». Когда он выходит из ванной, то объявляет Прию, что он их сын Патрик. Зная, что у них никогда не было детей, супруги начинают выяснять, кто же на самом деле этот молодой человек.

## В ролях
- Кристиан Клавье — Андре Прию
- Катрин Фро — Лоренс Прию
- Себастьен Тьери[фр.] — Патрик
- Паскаль Арбийо — Сара, жена Патрика
- Эрве Пьер[фр.] — Жан-Франсуа, врач
- Бруно Жорис — ветеринар
- Жанн Роза — женщина-полицейский
- Клодин Винсент — Жаклин Папаропулос

## Отзывы критиков
Фильм получил средние отзывы критиков. На французском сайте-агрегаторе AlloCiné он имеет оценку в две с половиной звезды из пяти на основании девяти профессиональных рецензий.